# مجتبی بیژن
مجتبی بیژن (زادهٔ ۱۴ آبان ۱۳۶۶ در رشت) بازیکن فوتبال اهل ایران است که در پست مدافع بازی می‌کند.

## سوابق باشگاهی
مجتبی بیژن سابقه بازی برای باشگاه های
استقلال اهواز
داماش تهران
شهرداری بندرعباس
حفاری اهواز
ابومسلم خراسان
شهرداری تبریز
ماشین سازی تبریز
نفت مسجدسلیمان
نساجی مازندران
شهرخودرو مشهد
سایپا
داماش گیلان
را در کارنامه دارد اوج درخشش او در باشگاه نساجی مازندران بود و با این تیم قهرمان جام حذفی شد.